# مبارز منسیموف
مبارز منسیموف (به تالشی: mıbariz mənsimzuə) کارآفرین تالش‌تبار و مؤسس گروه شرکتی «پالمالی»، سرکت بزرگ کشتیرانی، و همچنین باشگاه فوتبال خزر لنکران است.
او در سال ۲۰۰۶ حق شهروندی جمهوری ترکیه را اخذ نمود. اسم وی در حال حاضر به عنوان جوان‌ترین میلیاردر ترکیه از تاریخ اول مرس سال ۲۰۱۹ در فهرست میلیاردرهای جهان فوربز قرار دارد. او به سرمایه‌گذاریهای هنگفتی در ترکیه مبادرت ورزید و مالک «پالارینا یالیکاواک» است، که اغلب میلیاردرهای جهان را دور هم جمع کرده‌است.

## زندگی‌نامه
مبارز منسیموف در ۲۲ مارس ۱۹۶۸، در خانواده‌ای کارگر در شهرستان ماسال‌لی آذربایجان شوروی زاده شد. او دانش‌آموخته آکادمی نیروی دریایی باکو می‌باشد. منسیموف بعدها به عنوان ملوان فعالیت داشت. وی یک کلکسیون اسلحه‌های قدیمی متشکل از بالغ بر ۴۰۰ فبضه سلاح را داراست، که در دفترش در استانبول به نمایش گذاشته شده‌اند.

## کارنامه تجاری
بنابه منابعی در سال ۲۰۱۵، مبارز منسیموف ۱٫۴ میلیارد دلار آمریکا ثروت دارد.
گروه شرکت‌های منسیموف موسوم به «پالمالی» دربرگیرنده شبکه تلویزیونی «پال تی‌وی» و ایستگاه‌های رادیویی همچون «پال اف‌ام» و «پال استیشین» می‌باشد. وی همچنین صاحب باشگاه فوتبال خزر لنکران، باشگاه محلی شهر لنکران، است.
یک شرکت تولید شیر در لنکران نیز یکی از دارایی‌های منسیموف به‌شمار می‌رود. وی به نیکوکاریهایش شهرت فراوانی دارد.